# Діброва Валентин Валентинович
Валенти́н Валенти́нович Дібро́ва — молодший сержант Збройних сил України, учасник російсько-української війни.
Керує дитячим військово-патріотичним клубом. 
Доброволець, у збройних силах з 2 березня 2014-го, 95-та бригада. Брав участь у боях, зазнав поранення, довго лікувався по госпіталях.

## Нагороди
За особисту мужність, сумлінне та бездоганне служіння Українському народові, зразкове виконання військового обов'язку відзначений — нагороджений
- 10 жовтня 2015 року — орденом «За мужність» III ступеня.